# Sophie Freud
Miriam Sophie Freud (geboren am 6. August 1924 in Wien, Österreich; gestorben am 3. Juni 2022 in Lincoln, Massachusetts, Vereinigte Staaten) war eine österreichisch-US-amerikanische Psychologin, Sozialpädagogin und Sozialwissenschaftlerin sowie Autorin. Sie war als Tochter des ältesten Sohnes von Sigmund Freud dessen letzte noch lebende Enkelin.

## Leben

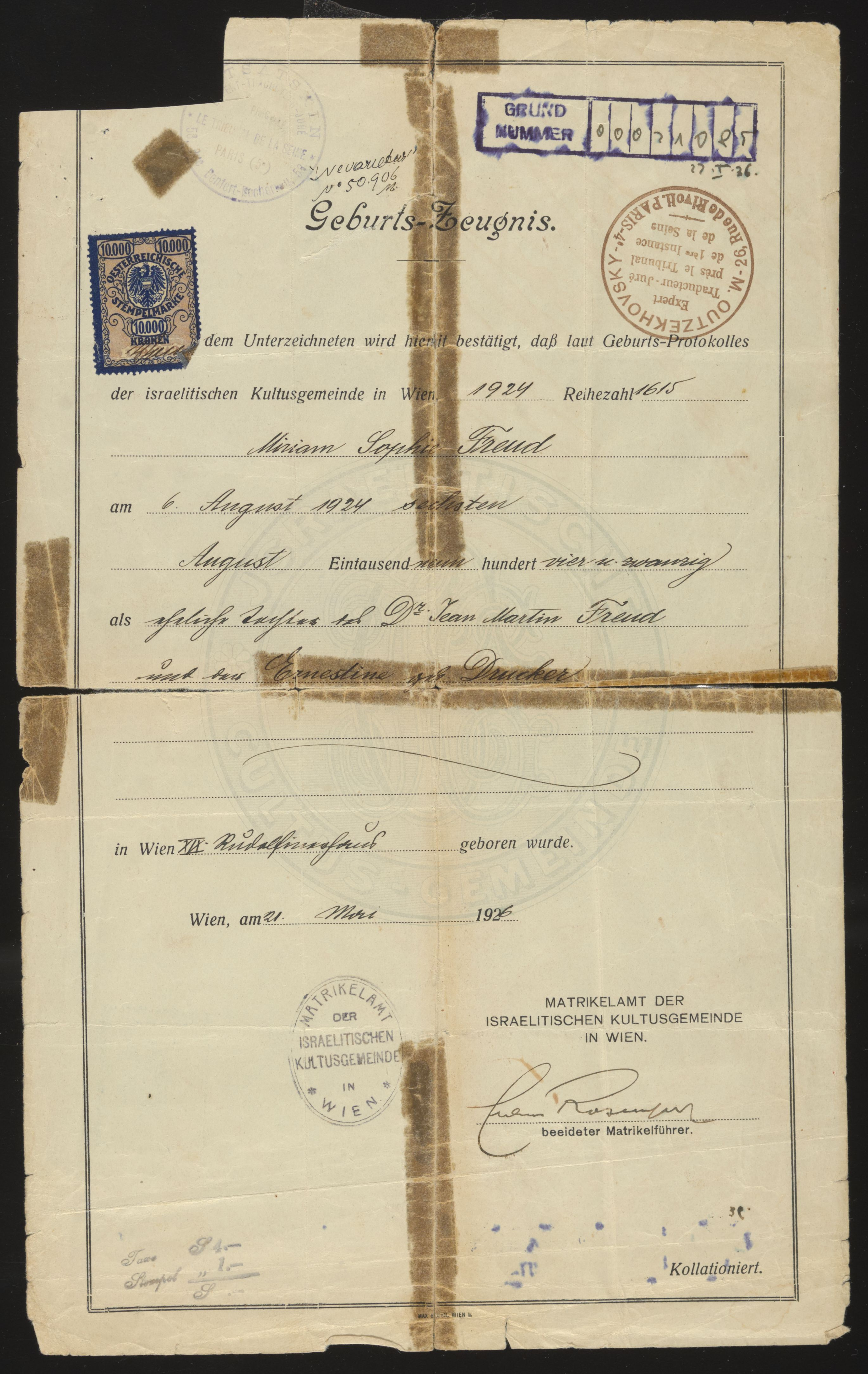
Geburts-Zeugnis von Sophie Freud

Sophie Freud war Tochter des Rechtsanwalts Jean-Martin Freud und der Logopädin Ernestine („Esti“) Freud, geborene Drucker, sowie die Schwester von Anton Walter. Zunächst besuchte Sophie Freud bis zur 4. Klasse das private Realgymnasium der Schwarzwald-Schule von Eugenie Schwarzwald, nach dem „Anschluss“ Österreichs an das Deutsche Reich 1938 flüchtete sie zusammen mit ihren Bruder und ihrer Mutter nach Paris, bevor Sophie Freud mit ihrer Mutter über Nizza, Casablanca und Lissabon im November 1942 in die USA emigrieren, wo sie das College besuchte. 1946 ging sie nach Boston und absolvierte dort eine Ausbildung zur Sozialarbeiterin, die sie 1948 abschloss. Danach war sie als Sozialarbeiterin und Dozentin tätig.
1967 begann Freud ein Studium an der privaten Brandeis University in Waltham, welches sie 1970 mit Promotion beendete. Anschließend war sie zunächst als Dozentin am Bostoner Simmons College tätig, dann von 1978 bis zu ihrer Emeritierung 1992 als Professorin an der dortigen School of Social Work. Nach ihrer Emeritierung lehrte und forschte sie weiter und übernahm weiterhin Lehraufträge, hielt öffentliche Vorträge und beteiligte sich an wissenschaftlichen Konferenzen.
Freud übte öfter Kritik an psychoanalytischen Theorien. Mitte der 1970er-Jahre schrieb sie als eine der Ersten über eine neue Sicht weiblicher Sexualität. In ihren wissenschaftlichen Arbeiten unterstrich sie die Wichtigkeit, die die Umwelt auf die menschliche Entwicklung ausübt, und begab sich damit in einen Gegensatz zur Betonung der Innenwelt. Sie befasste sich unter anderem mit den Themen „Lesbische Frauen“, „Feminismus“ und „Ethische Dilemmata in der Sozialarbeit“ sowie mit postmodernen Ansätzen zur Ausbildung von Sozialarbeitern. Ende des 20. Jahrhunderts beschäftigte sie sich mit der „Sozialen Konstruktion von Normalität“ und mit „Neuen Identitäten für das neue Jahrhundert“.
Sie veröffentlichte zahlreiche wissenschaftliche Artikel in meist englischsprachigen Fachzeitschriften und Anthologien, unternahm Vortragsreisen und verfasste etwa achtzig Rezensionen psychologischer Bücher. Ihre 1988 bei NYU Press erschienene Autobiografie My three mothers and other passions wurde in mehrere Sprachen übersetzt; die deutschsprachige Ausgabe von 1989 liegt inzwischen in mehreren Auflagen und Ausgaben vor. Ihr zuletzt veröffentlichtes Werk Im Schatten der Familie Freud enthält Aufzeichnungen ihrer Mutter und beschreibt ihre eigene kritische Auseinandersetzung mit ihrem Großvater Sigmund Freud, den sie für weit überschätzt hielt und als einen der „falschen Propheten des 20. Jahrhunderts“ bezeichnete.
Freud kehrte erstmals 1960 nach Wien zurück und besuchte ab Ende der 1980er-Jahre regelmäßig Österreich; 1978 erhielt sie die österreichische Staatsbürgerschaft zurück. Sie war ab 1945 mit dem Emigranten Paul Löwenstein (auch Loewenstein) verheiratet, von dem sie sich in den 1980er-Jahren wieder scheiden ließ. Das Paar hatte zwei Töchter und einen Sohn, George Loewenstein, Professor für Wirtschaftswissenschaften und Psychologie an der Carnegie Mellon University in Pittsburgh. Sophie Freud lebte ab 1946 in Boston. Nach der Scheidung nahm sie ihren Mädchennamen wieder an.
Sie starb Anfang Juni 2022 im Alter von 97 Jahren an Bauchspeicheldrüsenkrebs in Lincoln, Massachusetts.

## Publikationen, Vorträge, Interviews (Auswahl)
Bücher
- Im Schatten der Familie Freud. Meine Mutter erlebt das 20. Jahrhundert. Claassen-Verlag, Berlin 2006, ISBN 3-546-00398-5. (Biografie; Übersetzung: Erica Fischer und Sophie Freud; Buchbesprechung beim ORF.at)
- My three mothers and other passions. New York University Press, New York 1988, ISBN 0-8147-2588-0. (englisch; Autobiografie)
  - Meine drei Mütter und andere Leidenschaften. Übersetzung Brigitte Stein. Düsseldorf : Claassen, 1989 ISBN 3-546-42957-5

Vorträge
- From Vienna to America: A Modern Day Odyssey. Vortrag von Sophie Freud vom 7. Februar 2008, University Lecture der Carnegie Mellon University in Pittsburgh, USA. (englisch, Online im iTunes Store)
- Die soziale Konstruktion von Normalität. Videoaufzeichnung eines Vortrags, Wien 1996.
- Neue Identitäten für das neue Jahrhundert. (positive-psychotherapy.de (Memento vom 25. August 2005 im Internet Archive), PDF 50,9 KB)

Interviews
- Freud-Enkelin: Psycho-Analyse ist „narzisstischer Luxus“. Radio-Interview von Sophie Freud durch Frank Meyer bei Deutschlandradio Kultur, Sendung vom 5. Mai 2006. (Online-Textbeitrag zur Erstsendung)
- Gespräch mit Peter Huemer im stadtTheater walfischgasse in Wien über ihr Leben. Aufzeichnung vom 25. Jänner 2015
- Claudia Senn: Mein Über-Ich. Sophie Freud über ihren Grossvater. Bilder: Reto Sterchi. In: Das Magazin. No. 13 – 2. April 2016 (S. 10–17).

## Radio-Feature
- Sibylle Tamin: Ein paar Gewissheiten bleiben. Sophie Freud. Radio-Feature, Produktion: WDR/DLF 2010, Redaktion: Gisela Corves, Regie: Claudia Leist. (Inhaltsbeschreibung (Memento vom 22. August 2016 im Internet Archive))